# Mangusta krabożerna
Mangusta krabożerna, mangusta urwa, mangusta krabojad, urwa (Urva urva) – gatunek drapieżnego ssaka z podrodziny Herpestinae w obrębie rodziny mangustowatych (Herpestidae), szeroko rozpowszechnionego w Azji. Bez ogona mierzy około 50 cm długości, a masa jego ciała dochodzi do 4 kg. Prowadzi przypuszczalnie całodobowy tryb życia, choć główna aktywność przypada na rano i wieczór. Żywi się głównie bezkręgowcami i niewielkimi kręgowcami, na które poluje w pobliżu wód. Ze względu na duży zasięg występowania, zdolność do zasiedlania różnych ekosystemów i stosunkowo stałą liczebność nie jest obecnie uznawany za gatunek zagrożony wyginięciem.

## Taksonomia
Gatunek po raz pierwszy zgodnie z zasadami nazewnictwa binominalnego opisał w 1836 roku brytyjski przyrodnik Brian Houghton Hodgson, nadając mu nazwę Gulo urva, choć w Anglii znajdowało się kilka okazów przywiezionych przez generała Thomasa Hardwicke’a około 1824 roku. Jako miejsce typowe holotypu autor wskazał „Środkowe i Północne Regiony” Nepalu. Okazem typowym był dorosły samiec, na którego składała się skóra (BMNH 43.1.12.33) i czaszka (BMNH 45.1.8.54). Oprócz nominatywnego wyróżniono trzy inne podgatunki; zostały opisane na podstawie różnic w budowie czaszki i umaszczeniu. Prace taksonomiczne zostały przeprowadzone stosunkowo dawno, dlatego odrębność poszczególnych podgatunków jest niepewna i zachodzi potrzeba gruntownej rewizji taksonomicznej. Podstawowe dane taksonomiczne podgatunków (oprócz nominatywnego) przedstawia poniższa tabelka:
| Podgatunek       | Oryginalna nazwa          | Autor i rok opisu | Miejsce typowe                                 | Holotyp                                           |
| ---------------- | ------------------------- | ----------------- | ---------------------------------------------- | ------------------------------------------------- |
| U. u. annamensis | Herpestes urva annamensis | Bechthold, 1936   | Phu Qui, Wietnam                               | Dorosła samica (skóra i czaszka) (BMNH 28.7.1.42) |
| U. u. formosanus | Herpestes urva formosanus | Bechthold, 1936   | Formosa                                        | Dorosła samica (skóra i czaszka) (ZMB 21171)      |
| U. u. sinensis   | Herpestes urva sinensis   | Bechthold, 1936   | Guandong, południowa Chińska Republika Ludowa. | Dorosły samiec (skóra i czaszka) (ZMB 36597)      |

Analiza filogenetyczna przeprowadzona przez Patou i współpracowników (2009) – wykorzystująca sekwencje mitochondrialnego i jądrowego DNA – wsparła hipotezę, według której taksonem siostrzanym wobec urwy jest Urva brachyura, co na podstawie cech anatomicznych i chromosomalnych postulowano już wcześniej. Oba te gatunki należą do kladu obejmującego azjatyckie mangusty z rodzaju Urva. Linia ewolucyjna U. brachyura–U. urva odłączyła się od pozostałych azjatyckich przedstawicieli tego rodzaju prawdopodobnie w późnym miocenie, około 11–8 mln lat temu.

### Etymologia
- Urva i urva: nepalska nazwa Arva dla mangusty krabożernej[26].
- cancrivora: łac. cancer, canceris „krab”; -vorus „-jedzący”, od vorare „pożerać”[27].
- annamensis: Annam, protektorat francuski, Indochiny Francuskie (obecnie środkowy Wietnam)[28].
- formosanus: Formoza (port. Formosa), dawna nazwa Tajwanu[29].
- sinensis: nowołac. Sinensis „chiński”, od Sina „Chiny”, od późnołac. Sinae „chiński”, od gr. Σιναι Sinai „chiński”. Również często poprawiane do toponimów chinensis i sinicus[30].

## Występowanie i biotop
Gatunek ten występuje w Bangladeszu, południowo-wschodnich Chinach, Laosie, Malezji, Mjanmie, Nepalu, północno-wschodnich Indiach, Tajwanie, Tajlandii, Wietnamie i Kambodży. Zamieszkuje wiecznie zielone, liściaste lasy, plantacje, głównie w pobliżu wody. Spotykany również na polach ryżowych i innych obszarach rolniczych, niekiedy w pobliżu osiedli ludzkich i wokół obszarów przemysłowych. Urwy rzadko występują w wysokich górach, jednak w Indiach obserwowano je na wysokości 1650 i 2000 m n.p.m. Spośród 16 obserwacji mangust na 10 stanowiskach w Laosie 14 przeprowadzono na wysokości ponad 450 m, co sugeruje, że gatunek ten przynajmniej na niektórych obszarach bytuje głównie na wzgórzach i w górach.
Zasięg występowania w zależności od podgatunku:
- U. urva urva – Nepal przez Indochiny do Półwyspu Malajskiego.
- U. urva annamensis – Wietnam.
- U. urva formosana – Tajwan.
- U. urva sinensis – południowa Chińska Republika Ludowa (włącznie z wyspą Hajnan).

## Morfologia
Mały ssak drapieżny o długości ciała 44–55,8 cm, ogona 26,5–34 cm, ucha 2,9–3,5 cm, tylnej stopy 9–10,9 cm i masie ciała wynoszącej 1,8–4 kg, przy czym samce są większe i cięższe od samic. Ubarwienie futra stalowoszare, brązowe lub czarniawe, na brzuchu jaśniejsze. Grube włosy zwykle z białymi końcówkami. Ogon stosunkowo krótki z białą lub żółtawą końcówką. Smukła głowa o małych uszach. Podbródek i gardło białe. Od kącika ust do ramion biegnie biały, zwężający się pasek koloru białego. Krótkie kończyny koloru brązowego lub czarnego, zakończone krótkimi, silnymi pazurami. Podeszwy stóp prawie całkowicie owłosione. Gruczoły analne znajdujące się po obu stronach odbytu są wielkości wiśni. Z gruczołów tych wystrzeliwana jest cuchnąca wydzielina. Masa mózgu urwy mierzącej 50,7 cm długości i ważącej 2,36 kg wynosi około 20,91 g. Wzór zębowy: I {\displaystyle {\tfrac {3}{3}}} C {\displaystyle {\tfrac {1}{1}}} P {\displaystyle {\tfrac {4}{4}}} M {\displaystyle {\tfrac {2}{2}}} = 40. 

### Genetyka
Kariotyp wynosi 2n = 35/36.

## Ekologia

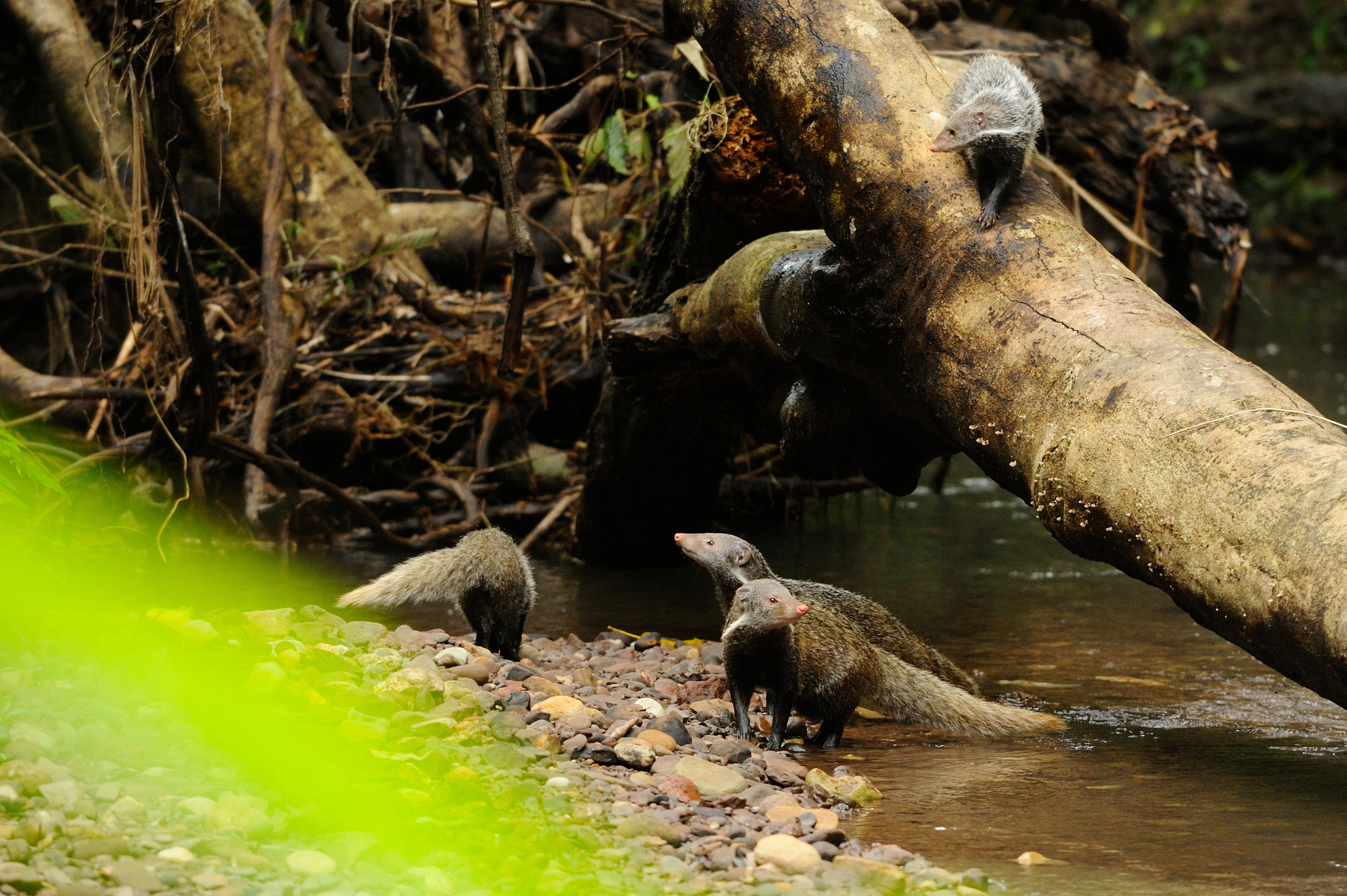
Grupa mangust krabożernych w Parku Narodowym Khao Yai

Ekologia gatunku jest słabo poznana. Mangusta urwa prowadzi przypuszczalnie całodobowy tryb życia, choć główna aktywność przypada na rano i wieczór. Zwierzęta przebywają w grupach liczących prawdopodobnie do czterech osobników. Za legowiska służą im nory w ziemi lub szczeliny skalne. Ssaki te dobrze pływają i nurkują. Okres rozrodczy nieznany, jednak stosunkowo duże rozmiary jąder samców schwytanych na przełomie marca i kwietnia mogą oznaczać, że zwierzęta były wówczas w porze rozrodu. Ciąża u samicy trwa 50–63 dni. Po tym okresie na świat przychodzą 2–4 młode. Zwierzę to żywi się małymi ssakami, gadami, rybami, owadami, skorupiakami i mięczakami, na które poluje w pobliżu brzegu strumienia. Przy pomocy kończyn potrafi wydobywać kraby i ślimaki ze szczelin skalnych i spod kamieni, może też kopać w ziemi. Dokładny skład diety różni się w zależności od zajmowanego ekosystemu – urwy żyjące nad potokami żywią się przede wszystkim owadami i skorupiakami, podczas gdy w diecie mangust żyjących nad stawami dominują płazy. Zwierzęta trzymane w niewoli mogą dożywać 12–13 lat.

## Znaczenie dla człowieka
Ze względu na krótkowzroczność i dużą zawziętość zwierzę to łatwo podejść. Tubylcza ludność Tajwanu poluje na tego ssaka, a jego mięso spożywane jest w stanie surowym. Płaszcze ze skór tych zwierząt sprzedawane są powszechnie na targowiskach w Chinach. W Kambodży, w pobliżu granicy z Tajlandią, żywe urwy sprzedaje się jako zwierzęta domowe, niekiedy zachwalając jako „dobre szczurołapy”. Skórami i mięsem handluje się w prowincji Junnan przy granicy z Wietnamem.

## Pasożyty i choroby
U osobników złapanych na Tajwanie stwierdzono serca i płuca zarażone nicieniem z gatunku Pulmostrongylus herpestis. Stwierdzono również jaja i robaki nicieni z rodzaju Capillaria. W warunkach laboratoryjnych gatunek ten może być doświadczalnie zainfekowany nicieniem Angiostrongylus cantonensis. Na urwie oraz na pagumie chińskiej (Paguma larvata) odkryto nieznany wcześniej gatunek roztocza Herpetacarus pagumae. Urwa jest również nosicielem krętków Laptospira maru i Laptospira mozdok, które powodują leptospirozy.

## Zagrożenie i ochrona
W Czerwonej księdze gatunków zagrożonych Międzynarodowej Unii Ochrony Przyrody i Jej Zasobów Urva urva został zaliczony do kategorii LC (najmniejszej troski). Gatunek ten jest objęty konwencją waszyngtońską (załącznik III) i podlega prawnej ochronie w Chinach, Tajlandii, Mjanmie i Malezji. Liczebność populacji urwy jest uznawana za stabilną, a ze względu na duży zasięg występowania i zdolność do zasiedlania różnych ekosystemów gatunku tego nie uważa się obecnie za zagrożony wyginięciem. Polowania odwetowe, dla mięsa i skór lub przypadkowe chwytanie w sidła mogą mieć jednak wpływ na miejscowe zmniejszanie populacji.